# Политико, Николай Иванович
Николай Иванович Политико (6 февраля 1937, Ворошиловградская область — 26 мая 2008, Москва) — советский легкоатлет (спринтер), чемпион и призёр чемпионатов СССР, Заслуженный мастер спорта СССР (1965), Заслуженный тренер СССР (1980).

## Биография
Выпускник Ленинградского педагогического института имени Герцена. Рекордсмен СССР в беге на 100 и 200 метров, эстафете 4×100 метров. Устанавливал и повторял рекорды страны 9 раз. В 1961—1965 годах был членом сборной команды СССР.
С 1969 года работал Государственном спортивном комитете при Совете Министров СССР. На летних Олимпийских играх 1972, 1976 и 1980 годов был главным тренером сборной команды СССР. С 1978 года был главным тренером сборной СССР по лёгкой атлетике. На летних Олимпийских играх 1980 года в Москве команда под руководством Н. И. Политико завоевала 15 золотых, 14 серебряных и 12 бронзовых медалей.
Похоронен на Пятницком кладбище Москвы.

## Спортивные результаты
- Чемпионат СССР по лёгкой атлетике 1961 года:
  - Бег на 100 метров — ;
- Чемпионат СССР по лёгкой атлетике 1961 года:
  - Эстафета 4×100 метров — ;
- Чемпионат СССР по лёгкой атлетике 1962 года:
  - Бег на 100 метров — ;
  - Бег на 200 метров — ;
- Чемпионат СССР по лёгкой атлетике 1964 года:
  - Бег на 100 метров — ;
  - Бег на 200 метров — ;
  - Эстафета 4×100 метров — ;
- Чемпионат СССР по лёгкой атлетике 1965 года:
  - Бег на 100 метров — ;
  - Бег на 200 метров — ;
  - Эстафета 4×100 метров — ;
- Чемпионат СССР по лёгкой атлетике 1966 года:
  - Эстафета 4×100 метров — ;
- Лёгкая атлетика на летней Спартакиаде народов СССР 1967 года:
  - Бег на 200 метров — ;
  - Эстафета 4×100 метров — ;